# 耿包
耿包（?—199年），一作耿苞，東漢末期軍閥袁紹屬下主簿，曾勸袁紹稱帝，袁紹問部下耿包之言是否可行但部下全體反對並要求袁紹殺之，最終袁紹無奈之下處決耿包以自解。

## 生平
耿包時任袁紹主簿，建安四年(西元199年)袁紹消滅強敵公孫瓚後取得冀、幽、青、并四州，這年耿包以「赤德衰盡，袁為黃胤，宜順天意，以從民心」為由私自勸袁紹稱帝，袁紹將耿包言論說給眾部下們聽並詢問眾人意見，眾臣反對並都認為耿包「妖妄」言論該殺，袁紹無奈下殺了耿包。。《後漢書》作者范曄以此事認為袁紹「窺圖訊鼎」而王補亦認為袁紹雖然殺耿包以弭其跡但袁紹以耿包之論昭示群臣下可見「其心可知」。